# Стромбихид
Стромбихид (др.-греч. Στρομβιχίδης; умер в 404 году до н. э., Афины) — военачальник и политический деятель Древних Афин, участник Пелопоннесской войны. Командовал флотом в Ионии в 412—411 годах до н. э., занимал должность стратега или таксиарха в 405/404 году до н. э. Принадлежал к демократической партии. Был казнён в период правления Тридцати тиранов.

## Биография
Гражданин Афин Стромбихид, сын Диотима, принадлежал к аристократической семье, представители которой отличались богатством и приверженностью демократии. Он впервые упоминается в сохранившихся источниках в связи с событиями 412 года до н. э., когда в Греции шла Пелопоннесская война. Стромбихид был командиром эскадры в восемь кораблей, которая участвовала в морской блокаде гавани Спирей, позже преследовала флотилию спартанца Халкидея, но не настигла её. Узнав о восстании на Хиосе, афинское Народное собрание направило Стромбихида в Ионию. Он приплыл на Теос, где, по словам Фукидида, «призывал жителей к спокойствию», но вскоре узнал о приближении большой вражеской эскадры и бежал к Самосу. В результате Теос тоже перешёл на сторону Спарты.
После этих событий Стромбихид вернулся в Афины, но той же зимой снова отправился в Ионию, возглавляя вместе с Евктемоном и Хармином эскадру в 35 кораблей. Стромбихид, Ономакл и Евктемон осадили город Хиос (эта задача выпала им по жребию). В начале 411 года до н. э. Стромбихид узнал, что от Афинского морского союза отложились Абидос и Лампсак, тут же выступил против восставших, взял Лампсак штурмом и укрепился в Сесте, но осада Абидоса закончилась неудачей.
Во время олигархического переворота Четырёхсот в Афинах (411 год до н. э.) Стромбихид остался верен демократии. От Абидоса он приплыл к Самосу и принял участие в походе объединённого афинского флота на Милет, ставшем только демонстрацией силы. Возможно, именно Стромбихид вскоре после этих событий потерпел поражение от коринфского полководца Тимолая, следствием чего стало восстание на Фасосе.
В 405/404 году до н. э. Стромбихид находился в Афинах и занимал должность стратега или таксиарха. В этом качестве он, по словам оратора Лисия, «обращался с выражением сильного негодования» к Ферамену, настаивавшему на заключении мира со Спартой на крайне тяжёлых условиях (разрушение Длинных стен, уничтожение флота, возвращение изгнанников, вступление Афин в Пелопоннесский союз как рядового участника). Стромбихид и его единомышленники (Евкрат, Никерат, Дионисодор) понимали, что такой мир приведёт к появлению в Афинах нового олигархического режима, опирающегося на Спарту, и полагали, что нужно добиваться более мягких условий и сохранения демократии. Однако фракция Ферамена оказалась сильнее: противников мира арестовали, обвинив в заговоре, и бросили в тюрьму. Как только к власти пришла коллегия Тридцати, известная впоследствии как «Тридцать тиранов», состоялся суд. Всех обвиняемых, включая Стромбихида, приговорили к смерти и казнили.
Сыном Стромбихида был Автокл, дипломат и военачальник, который упоминается в источниках в связи с событиями 370-х — 360-х годов до н. э.